# Molí de l'Abella
El Molí de l'Abella és un edifici de la Sénia (Montsià) inclòs a l'Inventari del Patrimoni Arquitectònic de Catalunya. El camí del molí és una desviació del de les Sorbenetes, prolongació a la vegada del del Calvari que connecta amb l'actual carretera de Rossell. Es tracta d'un edifici de 4 plantes que fou restaurat el 2002. L'edifici tenia una part destinada a fàbrica i una destinada a habitatge. L'estança de la planta baixa és rectangular, dividida en tres trams per arcs diafragma de mig punt rebaixats i coberta de volta de canó en el tram central i planta d'embigat en els extrems; arcades adossades serveixen com a reforç d'aquesta estança. Murs de tot l'edifici de maçoneria amb carreus de pedra en els angles.
Sembla que és dels establiments més antics de la Sénia que se servia de la força de l'aigua. En principi, hi havia en el lloc un molí de farina, però la construcció actual per les seves característiques sembla que es va aixecar ja per a destinar-se a paperera. Posteriorment també fou fàbrica de glaç. L'estructura dels edificis destinats a fàbrica de paper al llarg del riu és molt semblant. Són característiques les finestres de la part superior, nombroses i en forma d'arc de mig punt, amb la funció de permetre el màxim de corrent d'aire per a l'assecat del paper. També pot ser-ho l'estança de la planta amb volta de canó i murs gruixuts reforçada per a sostenir el pes del paper emmagatzemat en el primer pis.